# ALC-0159
ALC-0159 — кон'югат ПЕГ/ліпіду (тобто ПЕГільваний ліпід), зокрема, це N, N-диміристиламід 2-гідроксиоцтової кислоти, O-пегільований до маси ПЕГ ланцюга приблизно 2 кілодальтони (відповідає приблизно 45-46 одиниць етиленоксиду на молекулу N, N-диміристилгідроксиацетаміду). За своєю природою це неіонна поверхнево-активна речовина. Він був використаний у вакцині мРНК проти SARS-CoV-2 виробництва Pfizer-BioNTech, яка містить активний інгредієнт тозінамеран.